# Batracomorphus tarquin
Batracomorphus tarquin är en insektsart som beskrevs av Knight 1983. Batracomorphus tarquin ingår i släktet Batracomorphus och familjen dvärgstritar. Inga underarter finns listade i Catalogue of Life.